# Joutee
Joutee eller Joutsenjärvi är en sjö i Finland. Den ligger i kommunen Pieksämäki i landskapet Södra Savolax, i den södra delen av landet, 240 km norr om huvudstaden Helsingfors. Joutee ligger 136,5 meter över havet. Den ligger vid sjön Pahmaslampi. I omgivningarna runt Joutee växer i huvudsak blandskog. Arean är 86 hektar och strandlinjen är 5,6 kilometer lång. Sjön  ingår i Kymmene älvs huvudavrinningsområde. 